# Aroldo Fedatto
Aroldo Fedatto (* 16. Oktober 1924 in Ponta Grossa; † 9. September 2013 in Curitiba) war ein brasilianischer Fußballspieler.

## Sportlicher Werdegang
Fedatto wechselte 1939 als Jugendspieler zu Coritiba FC. Dort debütierte er 1943 in der Wettkampfmannschaft des Klubs, dem er mit einer kurzen Unterbrechung bis 1958 angehörte. Mit der Mannschaft gewann er mehrfach die Staatsmeisterschaft von Paraná und lief für die Auswahlmannschaft des brasilianischen Bundesstaates auf.
1947 – nach anderen Quellen 1948 – lief Fedatto kurzzeitig für Botafogo FR auf, als er den Klub im Rahmen einer Freundschaftsspielreise nach Bolivien unterstützte. Dort lief er unter dem Namen „Estampilla Rubia“ auf. 1959 beendete er seine Karriere nach einem kurzzeitigen Gastspiel bei ADA Paraná.

## Erfolge
- Staatsmeisterschaft von Paraná: 1946, 1947, 1951, 1952, 1954, 1956 und 1957